# Neocurtilla hexadactyla
Neocurtilla hexadactyla är en insektsart som först beskrevs av Perty, J.A.M. 1832.  Neocurtilla hexadactyla ingår i släktet Neocurtilla och familjen mullvadssyrsor. Inga underarter finns listade i Catalogue of Life.